# Kevin Duré
Kevin Duré (Bergen, 8 marzo 1993) è un ex calciatore norvegese, difensore.

## Carriera

### Club

#### Løv-Ham
Duré ha cominciato la carriera con la maglia del Løv-Ham, per cui ha debuttato nella 1. divisjon il 26 luglio 2009, quando ha sostituito Ørjan Låstad nella sconfitta casalinga per 1-3 sul campo del Moss. Ha totalizzato 27 apparizioni in campionato in due stagioni e mezza.

#### Fredrikstad
Il 22 agosto 2011 è stato ufficializzato il suo trasferimento al Fredrikstad, legandosi al nuovo club con un contratto dalla durata di tre anni e mezzo. Ha esordito nell'Eliteserien il 17 settembre, quando è stato titolare nella sconfitta per 0-1 per mano del Molde. Al termine del campionato 2012, il Fredrikstad è retrocesso nella 1. divisjon. Il 26 giugno 2014, ha rescisso consensualmente il contratto che lo legava al club.

#### Nest-Sotra
Il 23 luglio 2014 ha firmato ufficialmente un contratto con il Nest-Sotra, valido fino al termine della stagione in corso. Ha esordito con questa maglia il 3 agosto, schierato titolare nella sconfitta casalinga per 1-2 contro il Bærum. Il 13 agosto ha segnato l'unica rete in squadra, contribuendo alla vittoria per 2-1 sull'Alta. Con 7 presenze e una rete, ha contribuito alla salvezza del Nest-Sotra.

#### Åsane
Il 13 gennaio 2015 ha firmato un contratto annuale con l'Åsane. Il 12 gennaio 2016 ha rinnovato di un ulteriore anno il contratto che lo legava al club.

### Nazionale
Il 30 settembre 2013, è stato convocato nella Norvegia under 21 dal commissario tecnico Tor Ole Skullerud. Ha esordito in squadra il 10 ottobre successivo, schierato titolare nella sconfitta per 1-3 contro l'Azerbaigian under 21.

## Statistiche

### Presenze e reti nei club
Statistiche aggiornate al 1º gennaio 2017.
| Stagione           | Club               | Campionato         | Campionato | Campionato | Coppe nazionali | Coppe nazionali | Coppe nazionali | Coppe continentali | Coppe continentali | Coppe continentali | Supercoppe | Supercoppe | Supercoppe | Totale | Totale |
| Stagione           | Club               | Comp               | Pres       | Reti       | Comp            | Pres            | Reti            | Comp               | Pres               | Reti               | Comp       | Pres       | Reti       | Pres   | Reti   |
| ------------------ | ------------------ | ------------------ | ---------- | ---------- | --------------- | --------------- | --------------- | ------------------ | ------------------ | ------------------ | ---------- | ---------- | ---------- | ------ | ------ |
| 2009               | Løv-Ham            | 1D                 | 1          | 0          | CN              | 0               | 0               | -                  | -                  | -                  | -          | -          | -          | 1      | 0      |
| 2010               | Løv-Ham            | 1D                 | 9          | 0          | CN              | 0               | 0               | -                  | -                  | -                  | -          | -          | -          | 9      | 0      |
| gen.-ago. 2011     | Løv-Ham            | 1D                 | 17         | 0          | CN              | 1               | 0               | -                  | -                  | -                  | -          | -          | -          | 18     | 0      |
| Totale Løv-Ham     | Totale Løv-Ham     | Totale Løv-Ham     | 27         | 0          |                 | 1               | 0               |                    | -                  | -                  |            | -          | -          | 28     | 0      |
| ago.-dic. 2011     | Fredrikstad        | ES                 | 7          | 0          | CN              | 0               | 0               | -                  | -                  | -                  | -          | -          | -          | 7      | 0      |
| 2012               | Fredrikstad        | ES                 | 6          | 1          | CN              | 0               | 0               | -                  | -                  | -                  | -          | -          | -          | 6      | 1      |
| 2013               | Fredrikstad        | 1D                 | 12         | 0          | CN              | 0               | 0               | -                  | -                  | -                  | -          | -          | -          | 12     | 0      |
| gen.-giu. 2014     | Fredrikstad        | 1D                 | 4          | 0          | CN              | 1               | 0               | -                  | -                  | -                  | -          | -          | -          | 5      | 0      |
| Totale Fredrikstad | Totale Fredrikstad | Totale Fredrikstad | 29         | 1          |                 | 1               | 0               |                    | -                  | -                  |            | -          | -          | 30     | 1      |
| lug.-dic. 2014     | Nest-Sotra         | 1D                 | 7          | 1          | CN              | -               | -               | -                  | -                  | -                  | -          | -          | -          | 7      | 1      |
| 2015               | Åsane              | 1D                 | 1          | 0          | CN              | 0               | 0               | -                  | -                  | -                  | -          | -          | -          | 1      | 0      |
| 2016               | Åsane              | 1D                 | 0          | 0          | CN              | 0               | 0               | -                  | -                  | -                  | -          | -          | -          | 0      | 0      |
| Totale Åsane       | Totale Åsane       | Totale Åsane       | 1          | 0          |                 | 0               | 0               |                    | -                  | -                  |            | -          | -          | 1      | 0      |
| Totale             | Totale             | Totale             | 64         | 2          |                 | 2               | 0               |                    | -                  | -                  |            | -          | -          | 66     | 2      |